# Jean-Baptiste-Louis Franquelin
Pour les articles homonymes, voir Franquelin (homonymie).
Jean Baptiste Louis Franquelin, né le 16 mars 1650 à Villebernin, (actuelle commune de Palluau-sur-Indre) dans le Berry, est un hydrographe et géographe au service du roi de France, à Québec, ville coloniale française d'Amérique du Nord. En plus de 30 ans, il dessine une cinquantaine de cartes géographiques de la Nouvelle-France et de ses environs,.

## Biographie
Fils de Guillaume Franquelin et de Catherine Vitas, Franquelin fut baptisé (avec le prénom Jean Louis) le 16 mars 1650 à Saint-Michel-de-Villebernin dans la seigneurie de Palluau (aujourd'hui Palluau-sur-Indre) : Origine parue Bulletin des Amitiés Généalogiques Canadiennes-Françaises N° 3 - Jean-Marie Germe https://www.fichierorigine.com/recherche?numero=241582  Il émigra à Québec, probablement en 1672. En 1683, il épousa Elisabeth Auber, fille du notaire royal Claude Auber, et obtint la charge d'hydrographe du roi en 1686,. Franquelin mourut (probablement en France) après 1712. 
Alors que des commerçants français exploraient le continent nord-américain et rapportaient à Québec des renseignements nouveaux sur la géographie (notamment des Grands Lacs et du fleuve Mississippi), Franquelin fut sollicité pour dessiner des cartes destinées à la cour du roi de France. Il exploita entre autres les données fournies par Louis Jolliet et par René-Robert Cavelier de La Salle pour exécuter de grandes cartes continentales. Nommé hydrographe du roi, il dessina avec la collaboration de Louis Jolliet une carte du fleuve Saint-Laurent sur laquelle figurait une route maritime à suivre pour éviter les naufrages. À l'automne 1688, il se rendit en France présenter à la cour une nouvelle version de sa carte d'Amérique du Nord, accompagnée d'un mémoire sur les limites de la Nouvelle-France. De retour dans la colonie, Franquelin participa à l'effort de guerre contre l'Angleterre, en cartographiant notamment la côte de la Nouvelle-Angleterre. À nouveau en France à la fin 1692 pour compléter ses dessins, il demanda à être rejoint par sa femme et ses enfants. Sa famille périt l'année suivante lors du naufrage du Corossol, près de l'île du Corossol, dans l'archipel des Sept Îles. Malgré des projets de retour au Canada, il demeura en France jusqu'à la fin de ses jours, au service de Vauban, notamment.

## Œuvres (liste partielle)
- Jean Louis Franquelin, Carte pour servir a l’eclaircissement du papier terrier de la Nouvelle France (carte manuscrite), 1678 (lire en ligne)
- Jean Louis Franquelin (attribué à), [Carte des Grands Lacs] (fac-similé d'un manuscrit conservé au Service historique de la Défense), sans date (lire en ligne)
- Jean Baptiste Louis Franquelin, Carte du Fort St. Louis de Québec (plan manuscrit), Québec, 1683 (lire en ligne)
- Jean Baptiste Louis Franquelin (attribué à), Carte de la Louisiane en l’Amérique septentrionale, depuis la Nouvelle France jusqu'au golfe du Mexique (carte manuscrite), 1684 (lire en ligne)
- Jean Baptiste Louis Franquelin, Carte de la Louisiane ou des voyages du Sr. de La Salle (fac-similé réduit d’une copie de la carte originale de Franquelin faite pour Francis Parkman.), 1684 (lire en ligne)
- Louis Jolliet et Jean Baptiste Louis Franquelin, Carte du grand fleuve St Laurens dressee et dessignee sur les memoires et observations que le Sr. Jolliet a tres exactement faites en barq: et en canot en 46 voyages pendant plusieurs années (carte manuscrite) (lire en ligne)
- Jean Baptiste Louis Franquelin, Carte généralle du voyage que Monsieur De Meulles intendant de la justice, police et finances de la Nouvelle France a fait par ordre du Roy (carte manuscrite), 1686 (lire en ligne)
- Jean Baptiste Louis Franquelin, Carte de la coste de la Nouvelle Angleterre (carte manuscrite), 1693 (lire en ligne)
- Jean Baptiste Louis Franquelin, Carte de la ville, baye, et environs de Baston (carte manuscrite), 1693 (lire en ligne)
- Jean Baptiste Louis Franquelin, Carte de la Nouvele France ou est compris la Nouvelle Angleterre, Nouvelle Yorc, Nouvelle Albanie, Nouvelle Suede, la Pensilvanie, la Virginie, la Floride, &c (carte manuscrite), vers 1708 (lire en ligne)

### Listes de cartes
- Voir Charbonneau, p. 46–52 — 48 cartes.
- 34 cartes, Newberry Library Cartographic Catalog

## Hommage
- La municipalité québécoise de Franquelin, sur la Côte-Nord, a été nommée en l'honneur de Jean Baptiste Louis Franquelin[8],[9].